# Vendozoa
Embranchement
Taxons de rang inférieur
- Petalonamae
- Dipleurozoa
- Trilobozoa

Les Vendobiontes (Vendobionta) ou Vendozoaires (Vendozoa) — qui signifient respectivement « vivants vendiens » puis « animaux vendiens » — sont un regroupement d'animaux typiques de la faune de l'Édiacarien, proposé par Adolf Seilacher.
Ces animaux archaïques à corps mou et de forme aplatie présenteraient un plan d'organisation similaire et très primitif, en ruban, galettes ou feuilles pouvant évoquer des « matelas pneumatiques » et souvent segmentés selon des motifs fractals. Ces « Aliens d'ici sur terre » n'auraient pas de tube digestif visible et devaient absorber les nutriments à la surface de leur corps ou les obtenir d'algues symbiotiques. Encouragé par les données de l'époque qui semblaient indiquer une extinction des vendobiontes quelques millions d'années avant l'explosion cambrienne, il voyait en eux, une tentative sans suite de la Vie. Seuls de cette époque, les Psammocorallia  (Beltanelliformis) et les animaux fouisseurs connus par leurs traces fossiles (Mawsonites) auraient été à l'origine des animaux actuels : les radiés pour les premiers et les bilatériens pour les seconds. Cette vision ne fait pas l'unanimité. Mikhail Fedonkin distingue les Trilobozoaires, Pétalonamés et Proarticulés qu'il qualifie de bilatériens. D'autres classent ces derniers comme arthropodes ou annélides.
Seilacher a d'abord considéré les vendobiontes comme un règne spécifique, ni animaux ni plantes. Cette position a été vivement débattue,,,.
Finalement, il en fait un embranchement des métazoaires.
Ces sortes de cnidaires sans cnides constitueraient le groupe frère des Eumétazoaires.
```
o 
Metazoa

├─? Vendozoa (éteint)
│ ├─? 
Trilobozoa
 (à symétrie cyclique d'ordre 3)
│ ├─o 
Petalonamae
 (éteint)
│ │ ├─o 
Erniettamorpha
 (éteint)
│ │ └─o 
Rangeomorpha
 (éteint)
│ │   ├─o 
Rangeidae
 (éteint)
│ │   └─o 
Charniidae
 (éteint)
│ └─o 
Dipleurozoa
 (mobiles et à symétrie bilatérale)
│ ? 
Silicea

│ ? 
Calcarea

└─o 
Eumetazoa
```

Ces animaux à corps mou ne sont pas connus par les fossiles de leurs corps mais par leurs empreintes dans les sédiments conservées grâce à l’action des tapis microbiens, qui rigidifient la surface des sédiments, constituant ainsi une sorte de « masque mortuaire ».